# Lasionycta klotsi
Lasionycta klotsi är en fjärilsart som beskrevs av Richards 1943. Lasionycta klotsi ingår i släktet Lasionycta och familjen nattflyn. Inga underarter finns listade i Catalogue of Life.